# Спасо-Яковлевски манастир
Спасо-Яковлевският манастир се намира в древния град Ростов, Ярославска област, Русия.
манастирът е основан през 14 век от монаха Яков Ростовски. В него са построени храмовете Зачатиевски събор – през 17 век, Димитриевският събор – през 18 век, Яковлевска църква – през 19 век.